# Tommy Nankervis
Tommy Nankervis (* 21. Januar 1983 in Melbourne) ist ein ehemaliger australischer Radrennfahrer.
Nankervis' einziger Erfolg in einem Rennen des internationalen Radsportkalenders war der Titelgewinn im Straßenrennen der Elite bei der Ozeanienmeisterschaft 2009. Im Übrigen siegte er bei diversen nationalen Rennen in Australien, Belgien, Kanada und der USA. Nach Ablauf der Saison 2015 beendete er seine internationale Laufbahn.

## Erfolge
2009
- Ozeanienmeister – Straßenrennen

## Teams
- 2006 Priority Health
- 2007 Jittery Joe’s
- 2008 Toshiba-Santo-Herbalife (bis 1. Juni)
- 2008 DLP Racing (ab 15. Juni)
- 2009 Cinelli-Down Under (ab 1. Februar)
- 2011 RealCyclist.com Cycling Team
- 2012 Competitive Cyclist Racing Team
- 2013 Bissell Cycling
- 2014 Team Budget Forklifts
- 2015 Team Budget Forklifts